# Springfield (Illinois)
Springfield az amerikai Illinois állam fővárosa és Sangamon megye székhelye, lakossága 116 482 fő. Több mint 205 ezer lakos él a várost körülvevő Springfield Metropolitan Area-n belül, mely tartalmazza Sangamon megyét és a szomszédos Menard megyét.

## Története
A földet, melyen a város található, először az 1810-es évek végén lakták, Illinois állammá válásának idején. A város eredetileg Calhounnak hívták John C. Calhoun alelnök után, azonban ahogy a közfelfogás Calhoun ellen fordult, a várost átnevezték Springfieldre. A város egyik legismertebb és legfontosabb volt lakosa Abraham Lincoln volt, aki 1831-ben költözött a térségbe Indianából és 1837 és 1861 között Springfieldben lakott. Ulysses S. Grant volt amerikai elnök is rövid ideig a városban lakott 1861-ben. 1908-ban egy nagy faji felkelés robbant ki a városban mely két néger lakos meglincselésével végződött és elvezetett az Országos Szövetség a Színesbőrűek Felemelkedéséért megalakításához.
Springfield ismert az ételeiről és előadóművészetéről, különösen balettjéről, a jazz zenéről és egy évente megrendezésre kerülő harangjáték-fesztiválról. A város turisztikai látványosságai közé tartoznak a Lincolnhoz és az állami kormányhoz köthető történelmi helyszínek és különböző ételhez köthető célpontok, mint amilyen a Maid-Rite Sandwich Shop.
A város egy főként lapos síkon fekszik. Egy nagy emberalkotta tó, a Lake Springfield, mely egy helyi közmű tulajdonában van, nyújt kikapcsolódást és ivóvizet a városnak. Az időjárásra meleg nyarak és hideg telek jellemzőek, összhangban a város földrajzi szélességével. A tavaszi és nyári időjárás olyan, mint a legtöbb középnyugati városé; az erős viharok gyakoriak, tornádókra is ritkán van esély. Egyik ilyen ritka alkalom egyike volt 2006. március 12-e amikor két tornádó is érintette a várost. Ötven év alatt ez volt az első eset, hogy egy tornádó Springfield lakott részét érintette volna.
A városnak polgármester-tanács formájú kormányzata van. A városban található Illinois állam kormánya. A városban található állami kormányzati intézmények közé tartozik az Illinoisi Közgyűlés, az Illinoisi Legfelsőbb Bíróság és a kormányzó hivatala.

## Közlekedés

### Vasút
A települést az Amtrak személyszállító vasúttársaság Lincoln Service nevű járata érinti.

## Népesség
| Lakosok száma | 94 000 | 102 000 | 113 000 | 116 250 | 114 394 |
|               | 1974   | 1984    | 1996    | 2010    | 2020    |

## Fordítás
- Ez a szócikk részben vagy egészben a Springfield, Illinois című angol Wikipédia-szócikk ezen változatának fordításán alapul.  Az eredeti cikk szerkesztőit annak laptörténete sorolja fel. Ez a jelzés csupán a megfogalmazás eredetét és a szerzői jogokat jelzi, nem szolgál a cikkben szereplő információk forrásmegjelöléseként.